# Wappenbrief

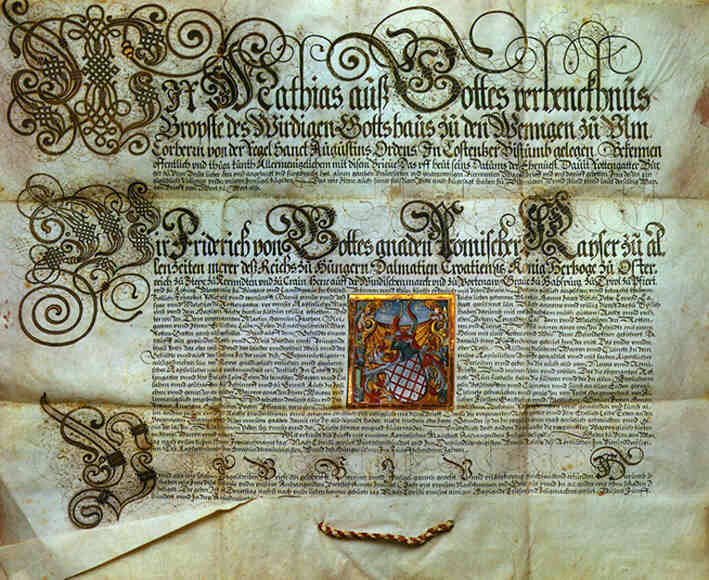
Wappenbrief für die Familie Rottengatter, ausgestellt von Kaiser Friedrich III. in Ulm am 21. Juni 1473

Wappenbriefe oder auch Wappendiplome sind Urkunden, mit denen einer natürlichen oder juristischen Person ein Wappen neu verliehen wird oder ein vorhandenes bestätigt oder verändert („gebessert“) wird. Sie wurden seit dem 14. Jahrhundert von Kaisern, Päpsten, Königen und Fürsten ausgestellt, später auch von Heroldsämtern. Im Heiligen Römischen Reich konnten auch Hofpfalzgrafen Wappenbriefe ausstellen.
Wappenbriefe sind typischerweise illuminiert und oft sehr aufwändig gestaltet; das Wappen wird oft in der Mitte der Urkunde farbig dargestellt und im Text näher beschrieben.
Die Verleihung eines Wappens konnte im Zusammenhang mit einer Erhebung in den Adelsstand oder zum Ritter geschehen oder unabhängig davon. In Fällen der Verbindung mit der Nobilitierung war ab dem Barock mit der Wappen- auch eine Namensänderung verbunden (Namenszusatz „von“), dann wurde von der Kanzlei des verleihenden Fürsten, bzw. des Hofpfalzgrafen, das künftige (Adels-)Wappen in den sogenannten Adelsbrief gemalt. Für ihre Empfänger sollen ergangene Wappendiplome einer hälftigen Nobilitation entsprochen haben.
Frühe Wappenbriefe mit Lehenartikel lässt der Gotha als Adelsdiplome gelten. So hatten aufstrebende Bürgergeschlechter mit verbriefter Lehenbesitzfähigkeit eine Grundlage zur Hebung in den niederen Adel erlangt. Der älteste bekannte kaiserliche Wappenbrief wurde von Ludwig IV. dem Bayern am 8. Februar 1338 für den Grafen Carbonesi ausgestellt. Seit dem Konstanzer Konzil Anfang des 15. Jahrhunderts nahm die Zahl der erhaltenen Wappenbriefe stark zu.